# Apple S1P
Der Apple S1P ist ein SiP des US-amerikanischen Computerunternehmens Apple. Es wurde mit sehr wenigen Informationen über die Spezifikationen am 7. September 2016 veröffentlicht.
Der Chip ist fast identisch mit dem Apple S2; es fehlt nur der GPS-Sensor. Die Verwendung findet nur in der Apple Watch Series 1 statt.
Laut Apple liefern die zwei Kerne eine bis zu 50 % höhere Leistung und der Grafikprozessor liefert bis zu zweimal höhere Grafikleistung als der Apple S1.

## System-in-Package-Design
Es verwendet einen angepassten Anwendungsprozessor, der zusammen mit Sensoren, RAM, Flash-Speicher, Unterstützungsprozessoren für drahtlose Verbindungen und I/O den Computer in einem einzigen Chip bildet. Für die Haltbarkeit ist dieser Chip mit Harz gefüllt.

### Komponenten
Der Chip integriert eigenständige Komponenten, wie Wi-Fi, Bluetooth, NFC, Touch-Steuerung, Accelerometer und RAM in einem einzigen Chip.